# 碩善
碩善（?—?），為中國清朝官員，本籍滿洲。他於1774年（乾隆39年）奉旨擔任福建分巡台灣兵備道，為台灣清治時期這階段的地方統治者。
| 前任： 奇寵格 | 福建分巡台灣兵備道 1774年上任 | 繼任： 成城 |